# Seznam krajev Unescove svetovne dediščine v Severni Makedoniji
Svetovna dediščina Organizacije Združenih narodov za izobraževanje, znanost in kulturo (UNESCO) je pomembna za kulturno ali naravno dediščino, kot je opisano v Unescovi konvenciji o svetovni dediščini, ustanovljeni leta 1972. Po razpadu Jugoslavije je Socialistična republika Makedonija leta 1991 razglasila neodvisnost kot Republika Makedonija in nasledila Unescovo konvencijo 30. aprila 1997 pod imenom Nekdanja jugoslovanska republika Makedonija (zaradi spora glede imena z Grčijo). Po Prespanskem sporazumu je bilo ime države leta 2019 uradno spremenjeno v Severna Makedonija.
Od leta 2021 sta dve lokaciji v Severni Makedoniji vpisani na seznam in še štiri na poskusnem seznamu. Naravna in kulturna dediščina Ohridske regije je bila vpisana na 3. zasedanju Unesca leta 1979. Leta 2019 je bilo območje razširjeno na albanski del jezera in je tako postalo transnacionalno območje. Leta 2021 je bilo območje starodavnih in pragozdovih bukovih gozdov v Karpatih in drugih regijah Evrope razširjeno na bukov gozd v nacionalnem parku Mavrovo, območje si deli s 17 evropskimi državami. Predvidene lokacije so jama Slatinski izvor, geološka formacija Markovi kuli, megalitski arheo-astronomski kompleks Kokino in cerkev sv. Jurija v Kurbinovem.

## Kraji svetovne dediščine
Unesco navaja mesta pod desetimi kriteriji; vsaka prijava mora izpolnjevati vsaj enega od kriterijev. Kriteriji od i do vi so kulturni, od vii do x pa naravni.
| Mesto                                                                | Slika                   | Lokacija (okrožje) | Leto vpisa             | Kriteriji                | Opis |
| -------------------------------------------------------------------- | ----------------------- | ------------------ | ---------------------- | ------------------------ | --- |
| Naravna in kulturna dediščina Ohridske regije*                       | Ohrid                   | Ohrid              | 1979, 1980, 2009, 2019 | i, iii, iv, vii (mešano) | Mesto Ohrid je eno najstarejših človeških naselij v Evropi z arheološkimi ostanki od bronaste dobe do srednjega veka. Je vidno pričevanje bizantinske umetnosti in arhitekture, kot sta cerkvi sv. Janeza v Kaneu in sv. Sofije. Ohrid ima najstarejši slovanski samostan in prvo slovansko univerzo na Balkanu. Ohridsko jezero izvira iz predglacialne dobe in zagotavlja edinstveno zatočišče za številne endemične in reliktne sladkovodne vrste flore in favne. Območje je bilo razširjeno leta 1980, leta 2009 pa je prišlo do manjše spremembe meja. Leta 2019 je bilo območje razširjeno tako, da je vključilo albanski del jezera. |
| Starodavni prvobitni bukovi gozdovi Karpatov in drugih delov Evrope* | Valley of Dlaboka River | Mavrovo in Rostuša | 2021                   | 1133quater; ix (naravno) | Ta dediščina obsega gozdove v 18 evropskih državah. Ti gozdovi prikazujejo postglacialni proces širjenja evropskih bukovih gozdov in prikazujejo najbolj popolne in celovite ekološke vzorce in procese čistih in mešanih sestojev evropske bukve v različnih okoljskih pogojih. Stran je bila prvič uvrščena leta 2007 na Slovaško in v Ukrajino. V letih 2011, 2017 in 2021 je bil razširjen, da je vključeval gozdove v več drugih državah. Dolina reke Dlaboka v Severni Makedoniji je bila na seznam dodana leta 2021. |

## Poskusni seznam
Poleg območij, vpisanih na seznam svetovne dediščine, lahko države članice vodijo seznam začasnih območij, ki jih lahko upoštevajo pri nominaciji. Nominacije za seznam svetovne dediščine so sprejete le, če je bilo območje predhodno navedeno na poskusnem seznamu.Od leta 2021 je Severna Makedonija na svojem poskusnem seznamu zabeležila štiri mesta.
| Mesto                             | Slika               | Lokacija (okrožje) | Leto vpisa | Kriteriji               | Opis |
| --------------------------------- | ------------------- | ------------------ | ---------- | ----------------------- | --- |
| Jama Slatinski Izvor              | Markovi kuli        | Makedonski Brod    | 2004       | vii, viii, ix (naravno) | Najdlje raziskan jamski sistem v Severni Makedoniji. Jame so nad reko Slatino v bližini vasi Slatina, Severna Makedonija in so verjetno nastale v zadnji ledeni dobi. V sistemu najdemo več jamskih formacij. |
| Markovi Kuli                      | Markovi kuli        | Prilep             | 2004       | vii, viii, ix (naravno) | Geološka formacija, sestavljena iz magmatskih in metamorfnih kamnin. Sama konfiguracija terena in ugodna geografska lega sta povzročili, da je bilo to območje stalno poseljeno že od bronaste dobe naprej. |
| Arheo-astronomsko najdišče Kokino | Kokino              | Staro Nagoričane   | 2009       | i, ii, iii (kulturno)   | Megalitski astronomski kompleks na vrhu gore Tatićev Kamen iz bronaste dobe. Odrezki kamnitih oznak označujejo točke sončnega vzhoda v dneh poletnega solsticija, zimskega solsticija, spomladanskega in jesenskega enakonočja, pa tudi vzhajajočo polno luno na vzhodnem obzorju, ko ima maksimum in minimalna deklinacija pozimi in poleti. Najdišče je bilo odkrito leta 2001. |
| Cerkev sv. Jurija, Kurbinovo      | Church of St George | Resen              | 2020       | i, ii, iii (kulturno)   | Pravoslavni samostan iz 12. stoletja v regiji Prespe, znan po redkih freskah iz obdobja makedonske renesanse bizantinske umetnosti. Jurija je največja cerkev brez ladij v državi. |